# Հ
Ho (mayúscula: Հ; minúscula: հ; en armenio: հո, հօ) es la decimosexta letra del alfabeto armenio. Representa la fricativa glotal sorda /h/. Se suele ser romanizado con la letra H. Creada por Mesrop Mashtots en el siglo V d. C., tiene un valor numérico de 70.

## Galería

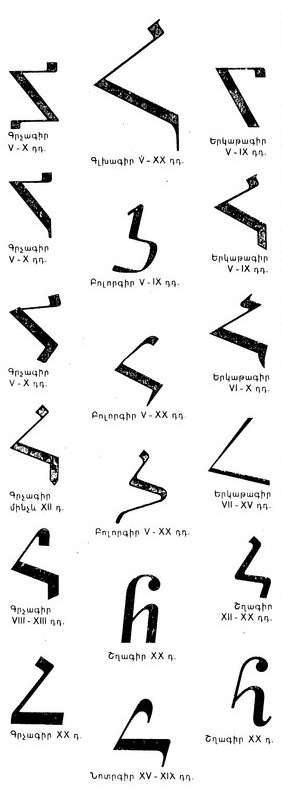
Varias fuentes históricas

Erkat'agir
Grchagir
Bolorgir
Notrgir
Shghagir
Forma tipográfica
Forma manuscrita

## Codificación
| Carácter      | Հ                          | Հ                          | Հ                        | Հ                        |
| ------------- | -------------------------- | -------------------------- | ------------------------ | ------------------------ |
| Unicode       | ARMENIAN CAPITAL LETTER HO | ARMENIAN CAPITAL LETTER HO | ARMENIAN SMALL LETTER HO | ARMENIAN SMALL LETTER HO |
| Codificación  | decimal                    | hex                        | decimal                  | hex                      |
| Unicode       | 1344                       | U+0540                     | 1344                     | U+0540                   |
| UTF-8         | 213 128                    | D5 80                      | 213 128                  | D5 80                    |
| Ref. numérica | &#1344;                    | &#x540;                    | &#1344;                  | &#x540;                  |